# 鄭家院子駅
鄭家院子駅（ていかいんし-えき）は、中華人民共和国重慶市渝北区に位置する重慶軌道交通3号線の駅である。駅番号は3/24。

## 駅構造
- 島式ホーム1面2線を有する地下駅。

## 駅周辺
- 重慶市公安局

## 歴史
- 2012年5月1日 - 開業。

## 隣の駅
重慶軌道交通
■3号線
嘉州路駅(3/23)  - 鄭家院子駅(3/24)  - 唐家院子駅(3/25)